# Wapen van Nieuwe Niedorp

Het wapen van Nieuwe Niedorp

Het wapen van Nieuwe Niedorp is op 26 juni 1816 bij besluit van de Hoge Raad van Adel bevestigd aan de voormalige gemeente Nieuwe Niedorp. Op 1 augustus 1970 is Nieuwe Niedorp opgegaan in de nieuw opgerichte gemeente Niedorp. Het wapen van Niedorp bevat geen elementen die rechtstreeks zijn ontleend aan het wapen van Nieuwe Niedorp. Op 1 januari 2012 werd Niedorp opgeheven en ging de gemeente op in de nieuw opgerichte fusiegemeente Hollands Kroon. In het wapen van Hollands Kroon zijn geen elementen uit het wapen van Nieuwe Niedorp overgenomen.

## Geschiedenis
Hoe en wanneer het wapen is ontstaan is niet bekend. Mogelijk stamt het van het wapen van Holland-Henegouwen, vergelijkbaar met het wapen van Ilpendam. Het kan zijn ontstaan nadat Willem II van Holland in 1402 het schoutambt van Oude en Nieuwe Niedorp verkreeg.

## Blazoenering
De beschrijving van 26 juni 1816 luidt als volgt:
Gevierendeeld, het eerste van zilver, beladen met een klimmende leeuw van keel, het tweede en derde van lazuur, het vierde van zilver.
De heraldische kleuren in het wapen zijn zilver (wit), keel (rood) en lazuur (blauw).

## Verwante wapens

Het wapen van Ilpendam
Wapen van Oude Niedorp
Wapen van Winkel
Wapen van het voormalige waterschap Groot-Geestmerambacht
Het wapen van de Dijkkollegie van Niedorper Kogge (1818 - 1971)
Het wapen van het voormalige waterschap Niedorper Kogge

Abbekerk
· Akersloot
· Andijk
· Ankeveen
· Anna Paulowna
· Assendelft
· Avenhorn
· Barsingerhorn
· Beemster
· Beets
· Bennebroek
· Berkenrode
· Berkhout
· Bijlmermeer
· Blokker
· Bovenkarspel
· Broek in Waterland
· Broek op Langedijk
· Buiksloot
· Bussum
· Callantsoog
· De Rijp
· Egmond
· Egmond aan Zee
· Egmond-Binnen
· Graft
·  Graft-De Rijp
· 's-Graveland
· Groet
· Grootebroek
· Grosthuizen
· Haarlemmerliede
· Haarlemmerliede en Spaarnwoude
· Harenkarspel
· Heerhugowaard
· Hensbroek
· Hoogkarspel
· Hoogwoud
· Ilpendam
· Jisp
· Kalslagen
· Katwoude
· Koedijk
· Koog aan de Zaan
· Kortenhoef
· Krommenie
· Kwadijk
· Langedijk
· Leimuiden
· Limmen
· Marken
· Middelie
· Midwoud
· Monnickendam
· Muiden
· Naarden
· Nederhorst den Berg
· Nibbixwoud
· Niedorp
· Nieuwe Niedorp
· Nieuwendam
· Nieuwer-Amstel
· Noord-Scharwoude
· Noorder-Koggenland
· Obdam
· Oosthuizen
· Opperdoes
· Oterleek
· Oude Niedorp
· Oudendijk
· Oudkarspel
· Oudorp
· Petten
· Ransdorp
· Schardam
· Scharwoude
· Schellingwoude
· Schellinkhout
· Schermer
· Schermerhorn
· Schoorl
· Schoten
· Sijbekarspel
· Sint Maarten
· Sint Pancras
· Sloten
· Spaarndam
· Spaarnwoude
· Spanbroek
· Twisk
· Urk
· Ursem
· Veenhuizen
· Venhuizen
· Warder
· Warmenhuizen
· Waverveen
· Weesp
· Weesperkarspel
· Wervershoof
· Wester-Koggenland
· Westwoud
· Westzaan
· Wieringen
· Wieringermeer
· Wieringerwaard
· Wijdenes
. Wijdewormer
. Wijk aan Zee en Duin
· Wimmenum
· Winkel
· Wognum
· Wormer
· Wormerveer
· Zaandam
· Zaandijk
· Zeevang
· Zijpe
· Zuid-Scharwoude
· Zuid- en Noord-Schermer
· Zwaag

Dorpswapens:
Hauwert
· Volendam
· Zwaagdijk-West